# جنگل‌های خزان‌دار خشک ماداگاسکار
جنگل‌های خشک ماداگاسکار (به لاتین: Madagascar dry deciduous forests) یک منطقهٔ مسکونی و جنگل در ماداگاسکار است.